# Trigonotis smithii
Trigonotis smithii är en strävbladig växtart som beskrevs av Banerjee. Trigonotis smithii ingår i släktet Trigonotis och familjen strävbladiga växter. Inga underarter finns listade i Catalogue of Life.